# Stanley Knapp Hathaway
Stanley Knapp Hathaway, né le 19 juillet 1924 à Osceola (Nebraska) et mort le 4 octobre 2005 à Cheyenne (Wyoming), est un homme politique américain. Membre du Parti républicain, il est gouverneur du Wyoming entre 1967 et 1975 puis secrétaire à l'Intérieur en 1975 dans l'administration du président Gerald Ford.

## Biographie
Stanley Knapp Hathaway est né à Osceola dans le Nebraska. Durant la Seconde Guerre mondiale, il sert au sein de l’United States Air Force de 1943 à 1945. Il étudie à l’université du Nebraska et obtient un Bachelor of Arts en 1948 et un Bachelor of Laws en 1950. Il exerce à Torrington dans le Wyoming, et devient procureur du comté de Goshen en 1954.
Le président Ford le nomme secrétaire à l'Intérieur des États-Unis le 4 avril 1975, pour remplacer Rogers Morton devenu secrétaire au Commerce. Il démissionne en juillet de la même année pour raisons de santé.
Il meurt le 4 octobre 2005 à Cheyenne dans le Wyoming, à l’âge de 79 ans.